# عدنان أديوار
عبد الحق عدنان اديوار (1882-1 يوليو 1955 إسطنبول) الدكتور عدنان كان سياسي وكاتب ومؤرخ، وطبيب تركي. وقد بحث في علوم البحوث الأصلية وكتابة التاريخ. وكان أيضا من أوائل المؤيدين للحركة النسوية الوليدة. وكان واحدا من المثقفين داخل دائرة مصطفى كمال أتاتورك، ونشط في حرب الاستقلال التركية مع زوجته، والكاتبة خالدة أديب. وتجنب الاعتقال من الاحتلال البريطاني في إسطنبول، كانوا يقومون بإعتقال جميع المثقفين العثمانين وترحيلهم إلى مالطا في نهاية الحرب العالمية الأولى، من خلال الانضمام إلى القوات الكمالية في الأناضول. وفي وقت لاحق وصل إلى مفترق طرق مع مصطفى كمال أتاتورك، اختلافه مع الاتجاه الجديد اتخذ الشباب الجمهورية. وعارض الصلاحيات الممنوحة لأتاتورك من قبل البرلمان، خوفا من تحوله ليكون دكتاتورا، وهذا من شأنه أن يتحقق في نهاية المطاف.
التحق لفترة قصيرة بحزب المعارضة «Terakkiperver جمهوريت Fırkası» (الحزب الجمهوري التقدمي)، وارتبط اسمه في وقت لاحق مع محاولة فاشلة لاغتيال أتاتورك في عام 1926 بينما كان في الخارج، وبقي في المنفى حتى عام 1939. تخرج من كلية الطب في عام 1905، غادر لبرلين ليتخصص في الطب الباطني. وعقب إعلان الدستور الثاني في عام 1908، عاد إلى إسطنبول، تم تعيينه مديرا لكلية الطب في سن ال 30. وخدم في الهلال الأحمر أثناء الحرب الإيطالية التركية ضد الايطاليين في طرابلس.
شارك في حرب البلقان والحرب العالمية الأولى في عام 1917، تزوج الروائية هاليد أديب وكلاهما انضما إلى فريق مصطفى كمال أتاتورك في عام 1918 عندما احتلت الجيوش الأجنبية إسطنبول. في أنقرة، وتمت تسمية عدنان لعدة وزارات منها وزارة الصحة، وزارة الشؤون الداخلية ونائب رئيس الجمعية الوطنية بين 1920 و 1923. وبعد إعلان الجمهورية، أسس في عام 1924 حزب المعارضة مع عدد قليل من النواب. أصبح الأمين العام ولم يتردد في انتقاد الحكومة. ألغي الحزب في عام 1925 على حجة أنها دعمت التمرد ضد الحكومة، غادر بعدها لفيينا لمرافقة زوجته للخضوع لعلاج طبي.
عقد عمل في مجلدين باللغة التركية على العلم والدين عبر التاريخ، والعديد من المقالات حول الثقافية والعلمية المختلفة المناصب الحكومية والبرلمانية في السنوات الأولى الجمهورية التركية. وكان نائباً في البرلمان التركي الأول في عام 1920، ولمرة ثانية في انتخابات عامي 1946-1950.
توفي في 1 يوليو 1955 في إسطنبول ودفن في مقبرة مركز أفندي.